# Campionati del mondo Ironman del 2015
L'edizione dei Campionati del Mondo di Ironman del 2015 si è tenuta in data 10 ottobre a Kailua-Kona, Hawaii.
Tra gli uomini ha vinto il tedesco Jan Frodeno, mentre tra le donne si è laureata campionessa del mondo ironman la svizzera Daniela Ryf.
Si è trattata della 39ª edizione dei campionati mondiali di Ironman, che si tengono annualmente dal 1978 con una competizione addizionale che si è svolta nel 1982. I campionati sono organizzati dalla World Triathlon Corporation (WTC).

## Ironman Hawaii - Classifica

### Uomini
| Pos. | Tempo    | Nome              | Paese       | Ripartizione tempi | Ripartizione tempi | Ripartizione tempi | Ripartizione tempi | Ripartizione tempi |
| Pos. | Tempo    | Nome              | Paese       | Nuoto              | T1                 | Bici               | T2                 | Corsa              |
| ---- | -------- | ----------------- | ----------- | ------------------ | ------------------ | ------------------ | ------------------ | ------------------ |
|      | 08:14:40 | Jan Frodeno       | Germania    | 50:50              | 1:51               | 04:27:27           | 2:11               | 02:52:21           |
|      | 08:17:43 | Andreas Raelert   | Germania    | 52:24              | 2:56               | 04:30:52           | 2:29               | 02:50:02           |
|      | 08:18:50 | Timothy O'Donnell | Stati Uniti | 52:24              | 2:01               | 04:26:13           | 2:26               | 02:55:46           |
| 4    | 08:21:25 | Andy Potts        | Stati Uniti | 50:56              | 2:11               | 04:32:41           | 2:26               | 02:53:45           |
| 5    | 08:23:09 | Tyler Butterfield | Bermuda     | 52:33              | 2:01               | 04:29:35           | 2:41               | 02:56:19           |
| 6    | 08:25:05 | Cyril Viennot     | Francia     | 52:35              | 2:19               | 04:34:27           | 2:39               | 02:53:05           |
| 7    | 08:28:10 | Eneko Llanos      | Spagna      | 52:36              | 2:15               | 04:26:56           | 2:13               | 03:04:10           |
| 8    | 08:29:43 | Sebastian Kienle  | Germania    | 52:36              | 2:34               | 04:25:53           | 2:32               | 03:06:08           |
| 9    | 08:30:13 | Brent McMahon     | Canada      | 52:26              | 1:51               | 04:27:51           | 2:03               | 03:06:02           |
| 10   | 08:31:43 | Boris Stein       | Germania    | 57:27              | 2:11               | 04:30:48           | 2:29               | 02:58:48           |

### Donne
| Pos. | Tempo    | Nome              | Paese       | Ripartizione tempi | Ripartizione tempi | Ripartizione tempi | Ripartizione tempi | Ripartizione tempi |
| Pos. | Tempo    | Nome              | Paese       | Nuoto              | T1                 | Bici               | T2                 | Corsa              |
| ---- | -------- | ----------------- | ----------- | ------------------ | ------------------ | ------------------ | ------------------ | ------------------ |
|      | 08:57:57 | Daniela Ryf       | Svizzera    | 56:14              | 2:10               | 04:50:46           | 2:10               | 03:06:37           |
|      | 09:10:59 | Rachel Joyce      | Regno Unito | 56:11              | 2:15               | 05:01:29           | 2:22               | 03:08:42           |
|      | 09:14:52 | Liz Blatchford    | Australia   | 56:13              | 2:07               | 05:07:25           | 2:42               | 03:06:25           |
| 4    | 09:18:50 | Michelle Vesterby | Danimarca   | 56:11              | 1:58               | 05:00:41           | 2:46               | 03:17:14           |
| 5    | 09:21:45 | Heather Jackson   | Stati Uniti | 1:00:36            | 2:13               | 05:04:43           | 2:20               | 03:07:53           |
| 6    | 09:23:50 | Susie Cheetham    | Regno Unito | 57:39              | 2:08               | 05:14:33           | 2:35               | 03:06:55           |
| 7    | 09:24:32 | Sarah Piampiano   | Stati Uniti | 1:10:01            | 2:47               | 05:02:28           | 2:43               | 03:06:33           |
| 8    | 09:25:41 | Camilla Pedersen  | Danimarca   | 56:00              | 2:16               | 04:59:17           | 2:31               | 03:25:23           |
| 9    | 09:27:54 | Caroline Steffen  | Svizzera    | 56:00              | 2:05               | 05:10:53           | 3:13               | 03:15:27           |
| 10   | 09:28:36 | Lucy Gossage      | Regno Unito | 1:05:08            | 2:10               | 05:02:40           | 2:47               | 03:15:51           |

## Ironman - Risultati della serie

### Uomini
| Evento                    | Oro                  | Tempo    | Argento            | Tempo    | Bronzo                | Tempo    |
| African Championship      | Frederik Van Lierde  | 08:16:35 | Ivan Raña          | 08:30:45 | Bart Aernouts         | 08:35:59 |
| Malaysia                  | Mike Aigroz          | 08:52:02 | Fredrik Croneborg  | 08:52:12 | Harry Wiltshire       | 08:55:01 |
| Taiwan                    | Domenico Passuello   | 08:25:54 | Fredrik Croneborg  | 08:28:37 | Patrick Jaberg        | 08:40:58 |
| Kärnten                   | Marino Vanhoenacker  | 07:48:45 | Michael Weiss      | 08:06:59 | Ivan Raña             | 08:08:25 |
| Barcelona                 | David Plese          | 08:02:20 | Anton Blokhin      | 08:05:50 | Per Van Vlerken       | 08:06:23 |
| Copenhagen                | Guilherme Manocchio  | 08:14:56 | Henrik Hyldelund   | 08:21:51 | Andreas Niedrig       | 08:27:37 |
| European Championship     | Jan Frodeno          | 07:49:48 | Sebastian Kienle   | 08:01:39 | Andi Boecherer        | 08:03:49 |
| France                    | Boris Stein          | 08:27:32 | Victor Del Corral  | 08:30:00 | Romain Guillaume      | 08:34:44 |
| Kalmar                    | Patrik Nilsson       | 08:08:05 | Dougal Allan       | 08:25:33 | Karl-Johan Danielsson | 08:38:07 |
| Lanzarote                 | Alessandro Degasperi | 08:56:49 | Christian Kramer   | 08:59:30 | Mauro Baertsch        | 09:04:45 |
| UK                        | David Mcnamee        | 08:46:37 | Fraser Cartmell    | 08:51:06 | Joe Skipper           | 08:55:38 |
| Vichy                     | Mauro Baertsch       | 08:23:49 | Bertrand Billard   | 08:27:39 | Christian Brader      | 08:31:12 |
| Wales                     | Jesse Thomas         | 08:57:33 | Andrej Vistica     | 09:03:09 | Markus Thomschke      | 09:14:52 |
| Arizona                   | Lionel Sanders       | 07:58:22 | Brent Mcmahon      | 08:00:57 | Tj Tollakson          | 08:04:17 |
| Penticton                 | Viktor Zyemtsev      | 08:49:46 | Kyle Buckingham    | 08:50:30 | Justin Daerr          | 08:54:45 |
| Chattanooga               | Kirill Kotsegarov    | 08:08:32 | Matt Chrabot       | 08:08:34 | Stefan Schmid         | 08:08:40 |
| Florida                   | Daniel Stubleski     | 08:36:06 | Jens Müller        | 08:54:51 | Virgilio De Castilho  | 09:15:36 |
| Louisville                | James Burke          | 08:48:53 | Michael Jentges    | 09:08:23 | Jason Sandquist       | 09:24:33 |
| Lake Placid               | Corey Deveaux        | 09:31:09 | Daniel Moore       | 09:34:12 | David Burger          | 09:37:14 |
| Maryland                  | Tim Smith            | 08:38:21 | Christopher Thomas | 08:50:21 | Matias Palavecino     | 08:51:07 |
| Texas                     | Matt Hanson          | 08:07:03 | Joe Skipper        | 08:16:26 | Ronnie Schildknecht   | 08:21:03 |
| Wisconsin                 | Thomas Gerlach       | 08:59:59 | Rudy Kahsar        | 09:08:39 | Edward Schmitt        | 09:26:57 |
| Australia                 | Paul Ambrose         | 08:35:53 | Luke Bell          | 08:38:34 | Brian Fuller          | 08:49:39 |
| Western Australia         | Luke Mckenzie        | 07:55:58 | Denis Chevrot      | 08:16:24 | Per Van Vlerken       | 08:19:15 |
| New Zealand               | Cameron Brown        | 08:22:13 | Terenzo Bozzone    | 08:28:53 | Dylan Mcneice         | 08:38:05 |
| Asia-Pacific Championship | Luke Mckenzie        | 08:18:01 | Cameron Brown      | 08:26:22 | Dylan Mcneice         | 08:36:55 |
| Brazil                    | Marino Vanhoenacker  | 07:53:44 | Tim O'Donnell      | 07:55:56 | Brent Mcmahon         | 07:56:55 |
| Cozumel                   | Stefan Schmid        | 08:12:27 | Matthew Russell    | 08:14:10 | Michael Weiss         | 08:24:24 |

### Donne
| Evento                    | Oro                     | Tempo    | Argento               | Tempo    | Bronzo              | Tempo    |
| African Championship      | Jodie Swallow           | 09:26:56 | Lucy Gossage          | 09:31:20 | Susie Cheetham      | 09:33:02 |
| Malaysia                  | Diana Riesler           | 09:37:06 | Gurutze Frades        | 09:49:09 | Natascha Badmann    | 09:54:07 |
| Taiwan                    | Dede Griesbauer         | 09:20:23 | Dimity Lee Duke       | 09:31:31 | Kim Schwabenbauer   | 09:38:35 |
| Kärnten                   | Eva Wutti               | 08:45:37 | Lisa Huetthaler       | 09:02:46 | Sarah Piampiano     | 09:03:10 |
| Barcelona                 | Yvonne Van Vlerken      | 08:46:44 | Kaisa Sali            | 08:48:40 | Elisabeth Gruber    | 08:54:03 |
| Copenhagen                | Michelle Vesterby       | 08:59:49 | Sofie Goos            | 09:03:07 | Sonja Tajsich       | 09:08:43 |
| European Championship     | Daniela Ryf             | 08:51:00 | Julia Gajer           | 09:01:58 | Caroline Steffen    | 09:11:55 |
| France                    | Caitlin Snow            | 09:24:50 | Lisa Roberts          | 09:26:00 | Emma Pooley         | 09:43:48 |
| Kalmar                    | Astrid Stienen          | 09:12:27 | Camilla Lindholm Borg | 09:18:05 | Mette Pettersen Moe | 09:28:16 |
| Lanzarote                 | Diana Riesler           | 09:56:03 | Michaela Herlbauer    | 10:13:49 | Caroline Livesey    | 10:31:56 |
| UK                        | Lucy Gossage            | 09:31:58 | Caroline Livesey      | 10:05:21 | Alice Hector        | 10:18:46 |
| Vichy                     | Gurutze Frades Larralde | 09:25:27 | Tine Holst            | 09:30:59 | Natascha Badmann    | 09:32:33 |
| Wales                     | Anja Beranek            | 09:56:31 | Tineke Van Den Berg   | 10:28:22 | Katja Konschak      | 10:29:55 |
| Arizona                   | Meredith Kessler        | 08:44:00 | Amanda Stevens        | 08:52:31 | Julia Gajer         | 09:03:15 |
| Canada- Penticton         | Danielle Mack           | 09:46:19 | Melanie Mcquaid       | 09:48:23 | Jen Annett          | 09:55:06 |
| Chattanooga               | Carrie Lester           | 08:56:00 | Lisa Roberts          | 09:08:46 | Kim Schwabenbauer   | 09:14:11 |
| Florida                   | Christina Dorow         | 12:22:41 | Donna Wise            | 12:23:44 | Mindi Straw         | 12:24:02 |
| Louisville                | Laura Pus               | 14:10:40 | Claire Michkovits     | 14:11:39 | Leah Green          | 14:12:20 |
| Lake Placid               | Leslie Dimichele        | 10:05:20 | Jennifer Schoenberg   | 10:30:57 | Kendra Goffredo     | 10:39:08 |
| Maryland                  | Christina Lauer         | 09:42:56 | Kristen White         | 09:47:56 | Pierina Luncio      | 09:48:26 |
| Texas                     | Angela Naeth            | 08:55:19 | Leanda Cave           | 08:58:12 | Rachel Joyce        | 09:05:02 |
| Wisconsin                 | Michelle Andres         | 10:08:05 | Kelly O'Mara          | 10:21:57 | Suzanne Fox         | 10:34:49 |
| Australia                 | Michelle Bremer         | 09:38:24 | Jessica Fleming       | 09:42:18 | Michelle Gailey     | 09:50:51 |
| Western Australia         | Sarah Piampiano         | 09:03:47 | Mareen Hufe           | 09:09:16 | Yvonne Van Vlerken  | 09:12:07 |
| New Zealand               | Meredith Kessler        | 09:05:45 | Gina Crawford         | 09:26:11 | Melanie Burke       | 09:41:51 |
| Asia-Pacific Championship | Liz Blatchford          | 09:11:49 | Gina Crawford         | 09:20:56 | Michelle Bremer     | 09:35:32 |
| Brazil                    | Ariane Monticeli        | 08:59:08 | Liz Lyles             | 09:00:31 | Amanda Stevens      | 09:01:27 |
| Cozumel                   | Corinne Abraham         | 09:06:40 | Leanda Cave           | 09:13:29 | Camilla Pedersen    | 09:14:08 |